# SN 1956J
SN 1956J – supernowa odkryta 9 kwietnia 1956 roku w galaktyce PGC0045736. W momencie odkrycia miała maksymalną jasność 19,80m.